# Welay Berhe
Welay Hagos Berhe (20 ottobre 2001) è un ciclista su strada etiope che corre per il Team Jayco AlUla.

## Palmarès

### Strada
- 2018 (Juniores)

Campionati etiopi, Prova a cronometro Junior
- 2019 (Juniores, due vittorie)

Campionati africani, Prova a cronometro Junior
Campionati etiopi, Prova a cronometro Junior

#### Altri successi
- 2019 (Juniores)

Campionati africani, Cronosquadre Junior
- 2022 (EF Education-NIPPO Development Team)

Grand Prix Crevoisier
Classifica scalatori Istrian Spring Trophy
Chur-Arosa

## Piazzamenti

### Grandi Giri
- Vuelta a España

2023: non partito (16ª tappa)
2024: non partito (13ª tappa)